# Brother Where You Bound (canción)
«Brother Where You Bound» es una canción del grupo británico Supertramp publicada en el álbum homónimo en 1985. Escrita por Rick Davies, es la canción más larga grabada por Supertramp, con una duración de dieciséis minutos y medio, sobrepasando los trece minutos de «Try Again», publicada en el álbum Supertramp (1970).
La introducción incluye la lectura de un extracto de la novela de George Orwell 1984, mientras que la letra refleja elementos de la Guerra Fría, un evento histórico presente en el momento de la grabación. La canción fue acompañada de un videoclip, dirigido por Rene Daalder, que fue filmado en el Pan-Pacific Auditorium. Un trozo de «La internacional» puede escucharse a partir del minuto 1:10.
La canción incluyó la colaboración de Scott Gorham de Thin Lizzy, por entonces cuñado de Bob Siebenberg, en la guitarra rítmica, mientras que los solos de guitarra fueron grabados por David Gilmour, guitarrista de Pink Floyd. 
En una entrevista de 2002, Davies explicó cómo Gilmour participó en la grabación: «Recuerdo decir a los chicos: "Necesitamos encontrar a alguien que pueda tocar un poco como Gilmour" para el tema de la guitarra, y creo que fue alguien en A&M -puedo ser Jordan Harris u otro, uno de esos tíos- y dijo: "Bueno, yo conozco a David, quizás le gustaría venir y hacerlo", y le mandé una demo y decidió que le gustaría hacerlo y fue muy razonable. Vino, trajo su maquinaria y directo al estudio. Era un estudio casero, mi estudio, y lo hicimos».

## Personal
- Rick Davies: voz, piano y teclados
- John Helliwell: saxofón
- Bob Siebenberg: batería y percusión
- Dougie Thomson: bajo
- Marty Walsh: guitarra
- David Gilmour: guitarra eléctrica
- Scott Gorham: guitarra rítmica